# Rosenbergiodendron formosum
Rosenbergiodendron formosum là một loài thực vật có hoa trong họ Thiến thảo. Loài này được (Jacq.) Fagerl. miêu tả khoa học đầu tiên năm 1948.

## Hình ảnh

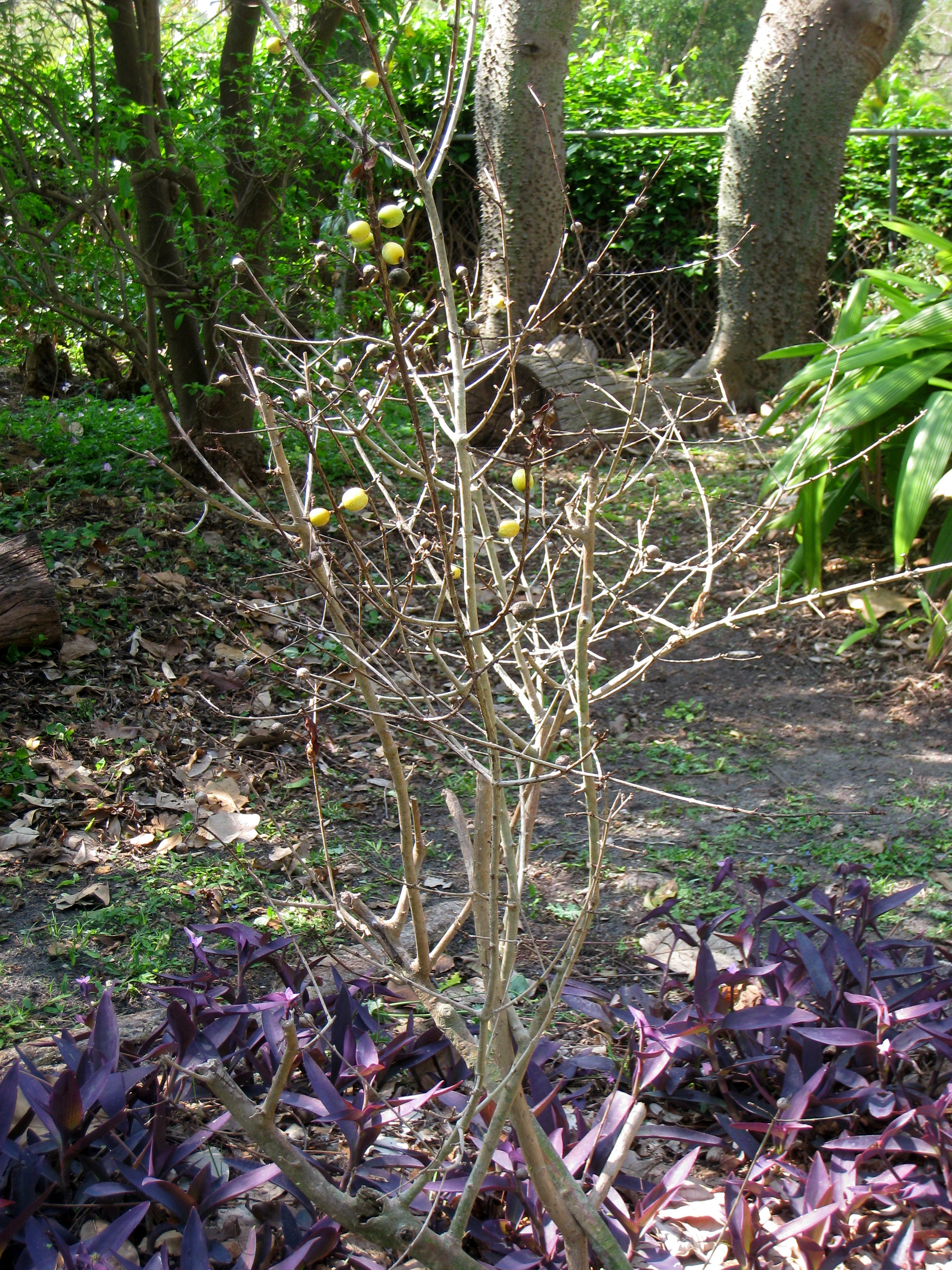